# Бурак Хакъ
Бура̀к Хакъ̀ (на турски: Burak Hakkı) е турски актьор и модел.

## Биография

### Ранен живот и образование
Бурак Хаккъ е роден 23 май 1972 година в Истанбул. Висок е 1,90 м. Баща му е роден през 1951 година в Комотини, Гърция, а майка му – в Ялова, Турция. Има една сестра, която се казва Сенем. Завършва частната гимназия Semiha Sakir, математическа паралелка (1986 – 1990). Подсилва английския си език чрез ITBA (английски курсове). Продължава образованието си в Университета на Истанбул, във Факултет по икономика. Докато е в университета, също е играч на NASAs професионален баскетболен отбор в турската лига. В същия период, започва да работи като манекен в модна агенция „Башак Гюрсой“. Завършва икономика в Истанбулския университет през 1995 година. Взема изпити за програмата MBA, награден е с първо място, с което печели стипендия за магистратура по икономика в Монтрьо, Швейцария.

### Кариера на модел
Модната му кариера стартира през 1992 година, като особен акцент има както в Турция, така и в Европа. Започва да работи с много модни агенции. Победител е във Визоншоу през 1993 година. През 1994 година е обявен за най-добър манекен – мъж в Турция. През 1995 година продължава участието си в международни конкурси – Бурак печели конкурс в Австралия за най-добър фотомодел. Също участва в конкурса „Господин Фотогеничност“ за модели в Средиземноморието, проведена в Тунис през 1997 година и завършва на второ място. Работил е в повече от хиляда модни ревюта, реклами и фотосесии. Модната му кариера завършва през 2003 година, като дотогава е работил с най-добрите стилисти от Италия, Франция, Австрия, Германия и Швейцария. За десет години участие на модния подиум като модел има десет направени рекламни филма.

### Личен живот
Среща съпругата си на конкурса за модели „Най-добрата жена“ – Сема Шимшек. Тя е родена и живяла в Германия. Двамата се женят през юни 2001 година и заживяват заедно в Турция. Оттогава насам е и успешна актриса, играе в сериала Kurtlar vadisi – Pusu. През януари 2008 година им се ражда син, който кръщават Рузгяр.

## Актьорска кариера
Бурак Хакъ започва актьорската си кариера, през 2000 година, с телевизионния сериал „Zehirli Çiçek (Отровното цвете)“. В следващите години, той е участвал в редица филми, като: Dkao, „O Кадин“ и Semum. Взема участие и в множество ТВ сериали, като „Жена в чужбина“, Broken Mirror, „Изгубените години“ (2006), „Мелодията на сърцето“, Masquerade и Kızım Nerede („Къде е дъщеря ми“).